# Myrorna

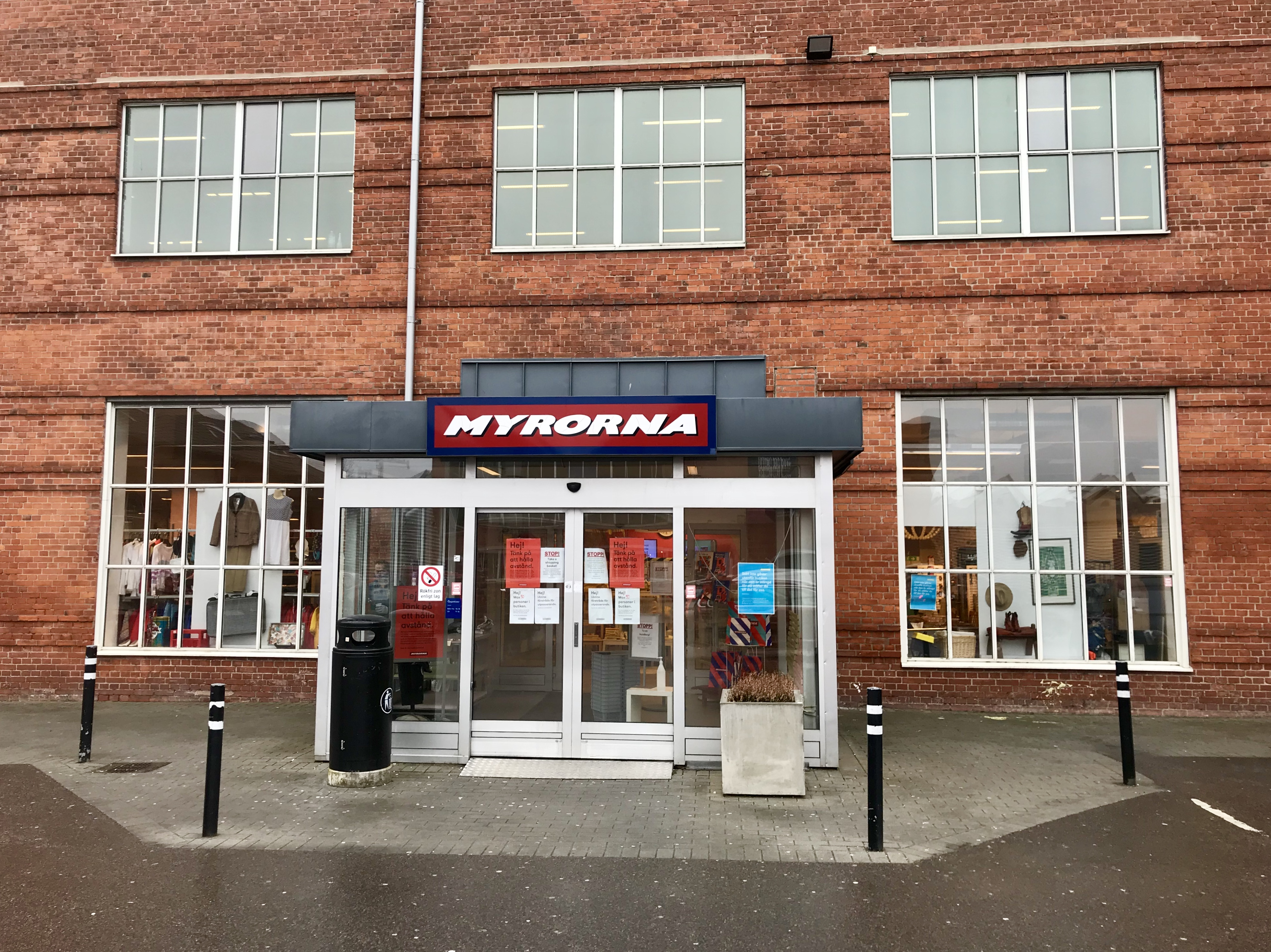
Myrorna på Ystadvägen i Malmö.

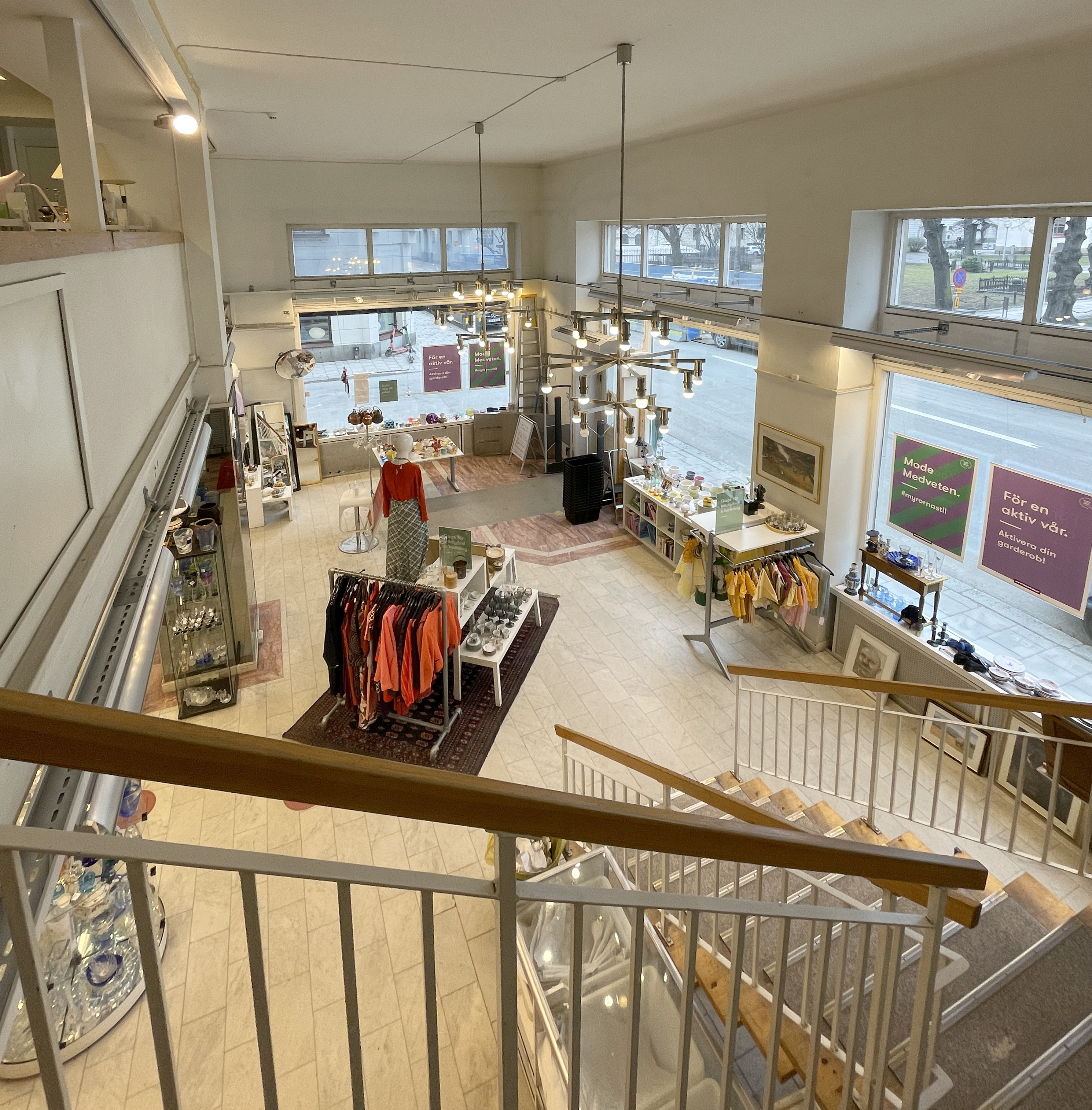
Butik i Stockholm.

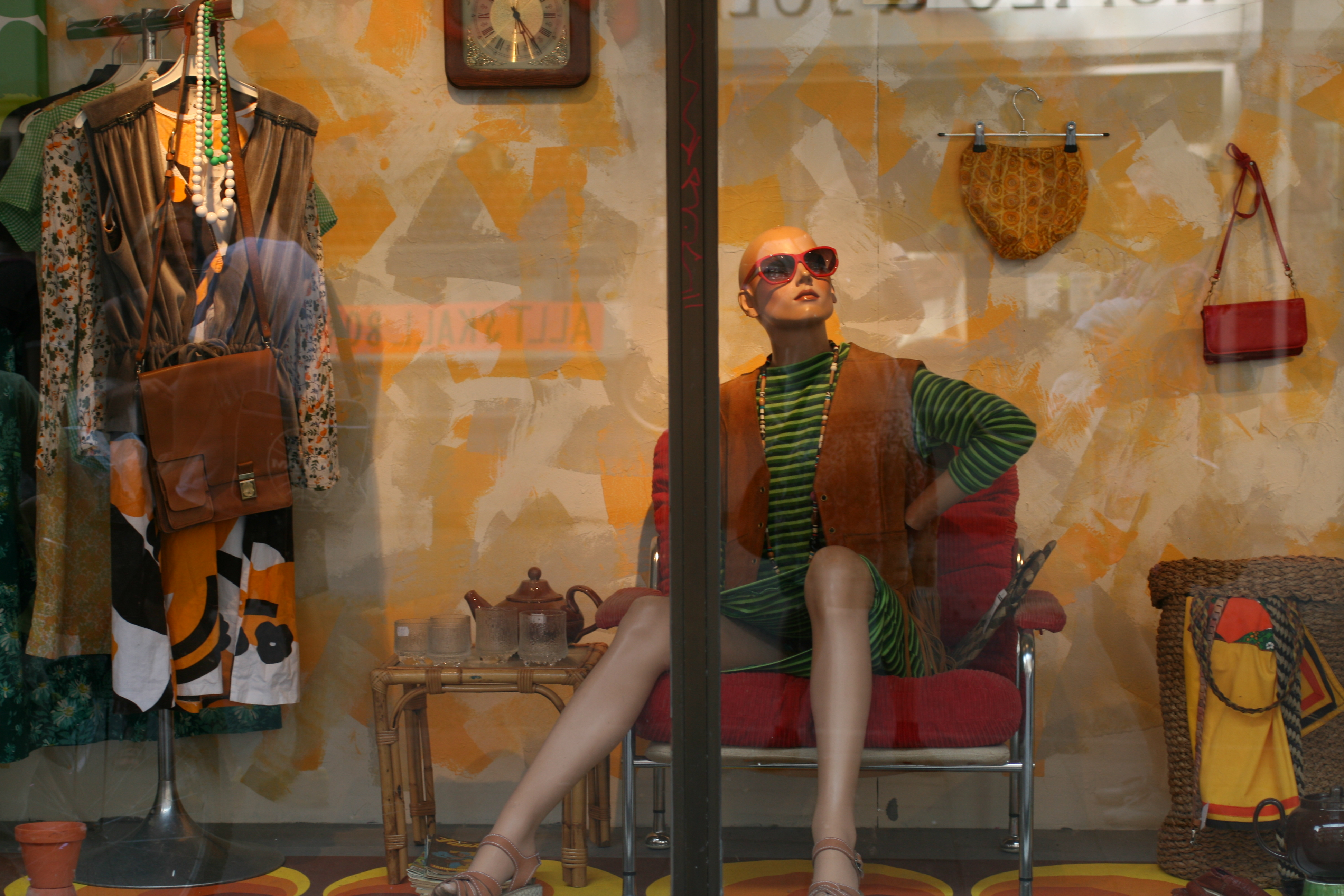
Butiksfönster i Malmö.

Myrorna är en av Sveriges största och äldsta second hand-aktörer, med över 30 butiker i Sverige och en webbshop med över 1 200 auktioner i veckan. Myrorna ägs av Frälsningsarmén och hela det ekonomiska överskottet från försäljningen i butik och online går till Frälsningsarméns sociala arbete för människor i utsatthet i Sverige. Myrorna har cirka 450 anställda och huvudkontoret ligger i Botkyrka utanför Stockholm.
Förutom att generera ett stabilt ekonomiskt överskott till Frälsningsarméns sociala arbete är ett av Myrornas uppdrag att öka återanvändningen i Sverige. Myrorna deltar ofta med sin långa erfarenhet av återanvändning i politiska sakfrågor och forskningsprojekt kring cirkulär ekonomi. Caroline Andermatt, Myrornas vd, är vice ordförande i Delegationen för cirkulär ekonomi, som är ett rådgivande organ till regeringen.
Myrorna var ursprungligen namnet på en förening av kvinnor i Stockholm, med ändamål att till de fattigas förmån från mera välbärgade familjer avhämta kasserade effekter, kläder, möbler med mera, som sedan reparerades och såldes. Verksamheten övertogs av Frälsningsarmén 1899.

## Bekostade verksamheter
Några exempel på verksamheter som bekostats med hjälp av medel från Myrorna är:
- Behandlingshem och behandlingscentra för missbrukare
- Skyddade boenden
- Härbärgen
- Dagcenter och matserveringar
- Stödboenden
- Fritidsaktiviteter och kolloverksamhet
- Öppenvård

## Historia
År 1896 öppnades Frälsningsarméns första arbetshem för män med verksamhet som renovering av möbler, skomakeri med mera. Snart öppnades flera härbärgen och arbetshem i Stockholm, Göteborg och Malmö. Här kunde frigivna fångar och arbetslösa beredas sysselsättning för att tjäna ihop till sitt uppehälle. Vid samma tid fanns i Stockholm en välgörenhetsförening startad av några damer som ägnade sig åt insamling och reparation av gamla möbler, kläder och husgeråd.
År 1899 överlämnades damernas verksamhet och sitt namn, Myrorna, till Frälsningsarmén som redan arbetade i dessa banor. Myrornas verksamhet knöts till arbetshemmet på Götgatan i Stockholm och det var också där som den första riktiga butiken öppnades 1899.
Den 4 april 1917 startade Myrorna sin verksamhet i Göteborg med att sälja påskris för insamling till sina barnhem.